# Robert Hayward Barlow
Robert Hayward Barlow (Leavenworth, 18 maggio 1918 – Azcapotzalco, 2 gennaio 1951) è stato uno scrittore, poeta, storico ed antropologo statunitense, esperto conoscitore del Messico antico e del linguaggio Nahuatl.
Nato a Leavenworth, nel Kansas, Barlow fu grande amico di scrittori quali H. P. Lovecraft e Robert E. Howard sin da quando era un ragazzino di tredici anni. Collaboratore di Lovecraft in diversi racconti, ne divenne l'esecutore testamentario alla sua morte.
Morì suicida ad Azcapotzalco, in Messico, il 2 gennaio 1951, a causa di un'overdose da barbiturici.

## Opere
- The Extent of the Empire of the Culhua Mexico, Berkeley, University of California Press, 1949.